# Дзокки, Эмилио

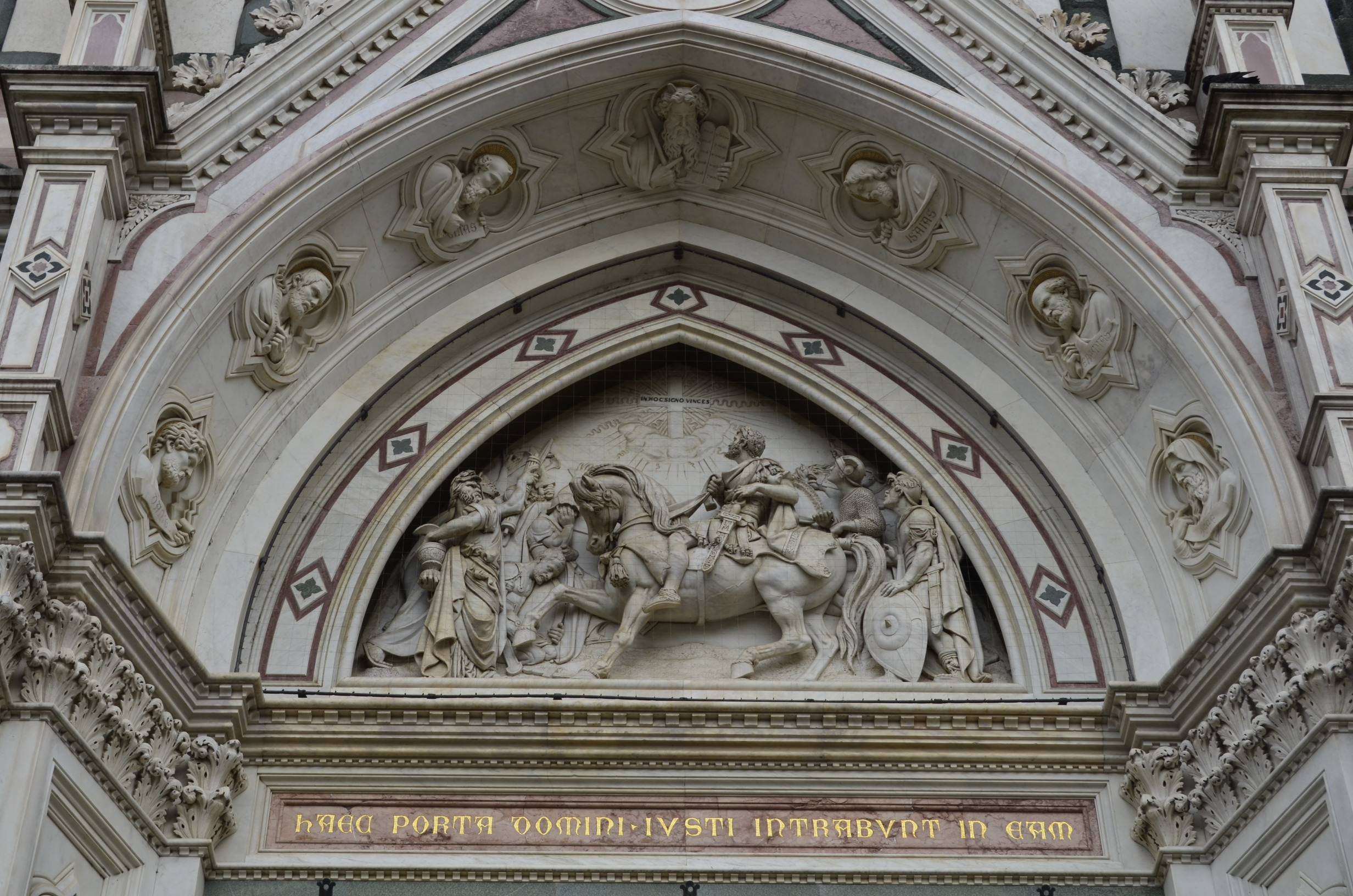
Элемент фасада базилики Санта-Кроче во Флоренции

Эмилио Дзокки (итал. Emilio Zocchi; 5 марта 1835, Флоренция — 10 января 1913, там же) — итальянский скульптор, педагог, профессор Академии изящных искусств во Флоренции (с 1870). Отец скульптора Арнольдо Дзокки.

## Биография

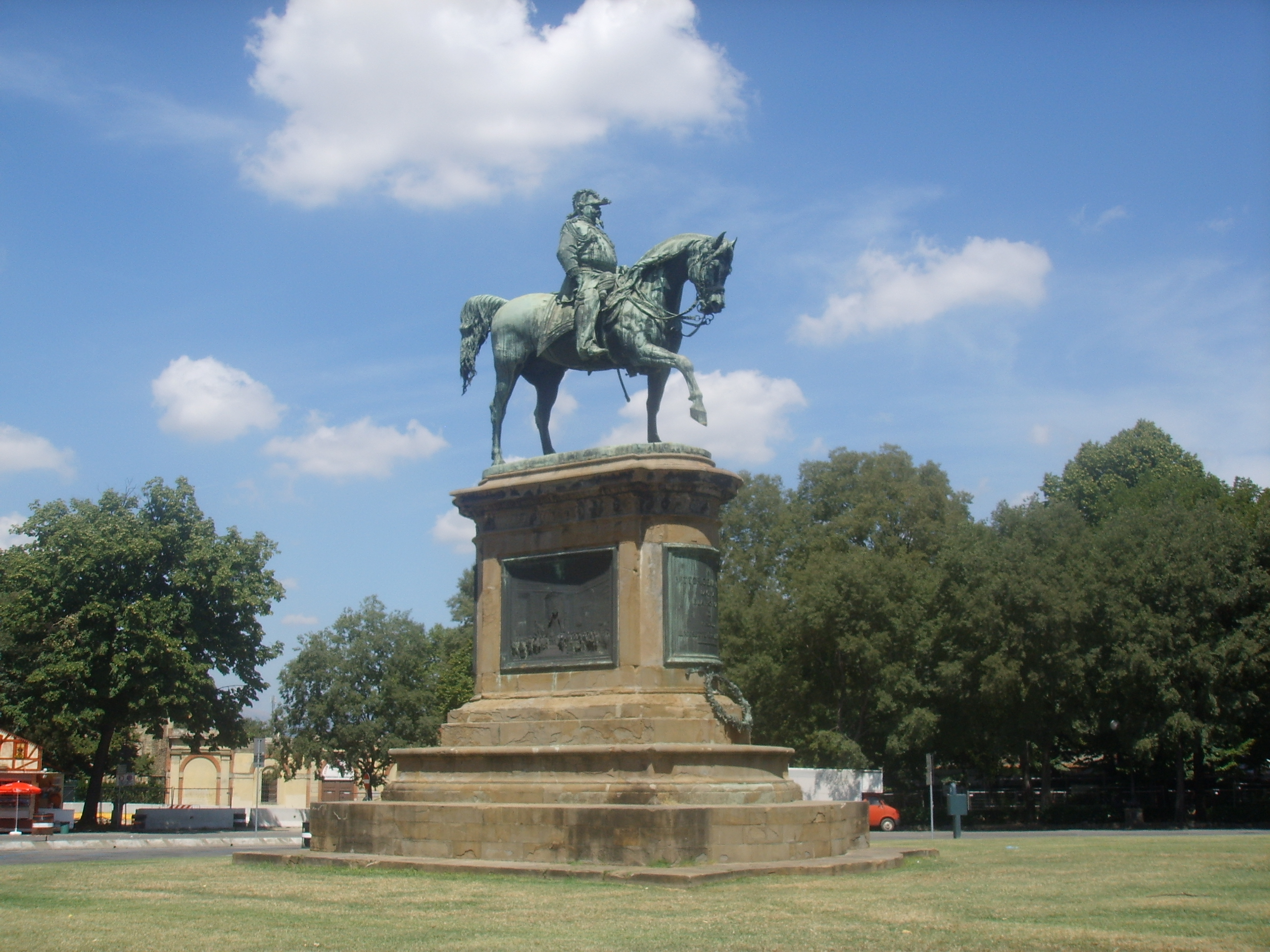
Конный памятник Виктора Эммануила II. (Флоренция)

Первые шаги в изучении ваяния получил под руководством своего дяди. В молодости работал каменщиком.
Позже учился у Джироламо Toррини, Аристодемоса Кастоли и Джованни Дюпре.
Известен своими бюстами классических и ренессансных личностей, барельефами и статуэтками.
В 1854 году создал барельефное изображение Волчицы, нашедшей братьев Ромула и Рема.
В 60-х годах XIX века создал люнет на фасаде базилики Санта-Кроче во Флоренции. Около 1861 года его монументальная статуя Алкивиада была установлена в Сансеполькро.
В 1890 году создал конный памятник Виктора Эммануила II, первоначально размещенный на площади Республики во Флоренции, в 1932 году перенесенного на Piazza Витторио-Венето (Флоренция).
Интересно, что в собрании Ногинского музейно-выставочного центра имеется работа Эмилио Дзокки, изображающая молодого Христофора Колумба.
Также интересное событие описано автором Дзена. На одном из Петербургских кладбищ она обнаружила надгробие на могиле мальчика, умершего в возрасте семи лет в 1960 году — на пьедестале указаны его годы жизни, есть фотография и эпитафия. На постаменте удивительно чётко выполненной скульптуры была обнаружена надпись «ZOCCHI E» — так подписывал свои работы Эмилио Дзокки. Остаётся неизвестным — история этой скульптуры, а также является ли она оригинальной работой скульптора или копией.